# 積丹町
積丹町（日语：／ Shakotan chō */?）是位於北海道後志綜合振興局北部、積丹半島最頂端的城鎮。積丹町因別稱「積丹藍」的神威岬而聞名，並且被指定為北海道遺產。海岸線的懸崖峭壁位於新雪谷積丹小樽海岸國定公園的範圍內，也是北海道內唯一指定的海域公園。當地以農業、漁業和觀光業為主，特產為海膽。
町名源自阿伊努語的「sak-kotan」，意思是夏天的村落。

## 歷史
- 1906年4月1日：美國郡小泊村、船澗村、厚苫村、幌武意村、婦美村合併為美國村，並成為北海道二級村。
- 1906年4月1日：積丹郡余別村（余別村、來岸村、神岬村、西河村合併而成）和入舸村（入舸村、野塚村、日司村、出岬村合併而成）成為北海道二級村。
- 1909年4月1日：美國村改制為美國町。
- 1924年4月1日：余別村成為北海道一級村。
- 1956年9月30日：積丹郡余別村、入舸村和美國郡美國町合併為積丹町。

## 交通

### 道路
| 一般國道 - 國道229號 | 道道 - 北海道道568号船澗美國港線 - 北海道道913号野塚婦美線 |

### 巴士
- 北海道中央巴士

## 觀光景點

### 觀光
- 神威岬
- 積丹岬
- 黄金岬
- 積丹溫泉

## 教育

### 中學校
- 積丹町立美國中學校

### 小學校
| - 積丹町立美國小學校 - 積丹町立幌武意小學校 | - 積丹町立入舸小學校 - 積丹町立日司小學校 | - 積丹町立野塚小學校 - 積丹町立余別小學校 |

## 姊妹市・友好都市

### 海外
- Template:Tsk（美國 奧勒岡州）

## 外部連結
- （日語）積丹觀光協會 （页面存档备份，存于）